# Laura Glauser
Laura Glauser (Besançon, 20 de agosto de 1993) é uma handebolista profissional francesa, que atua como goleira, medalhista olímpica.

## Carreira
Laura Glauser fez parte do elenco medalha de prata na Rio 2016. Nos Jogos Olímpicos de Verão de 2024, em Paris, conquistou a medalha de prata no torneio feminino do handebol, após confronto na final contra a equipe norueguesa.